# Bromus madritensis
Bromus madritensis (también, B. matritensis, conocida por el nombre común de "bromo") es una especie herbácea y anual perteneciente a la familia de las gramíneas (Poaceae). Es originaria de la región mediterránea europea y se encuentra distribuida ampliamente en otras regiones del globo.

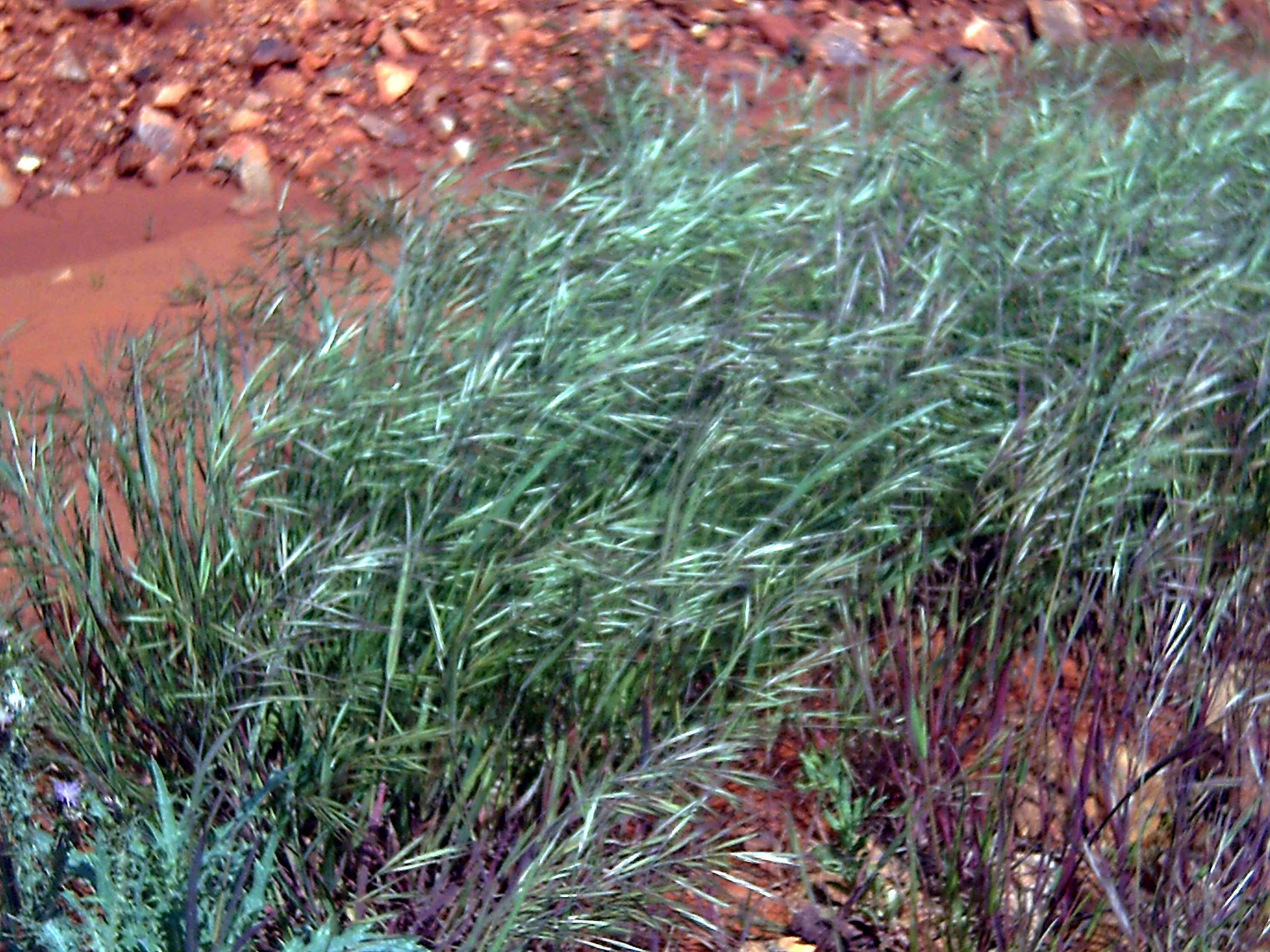
Vista de la planta

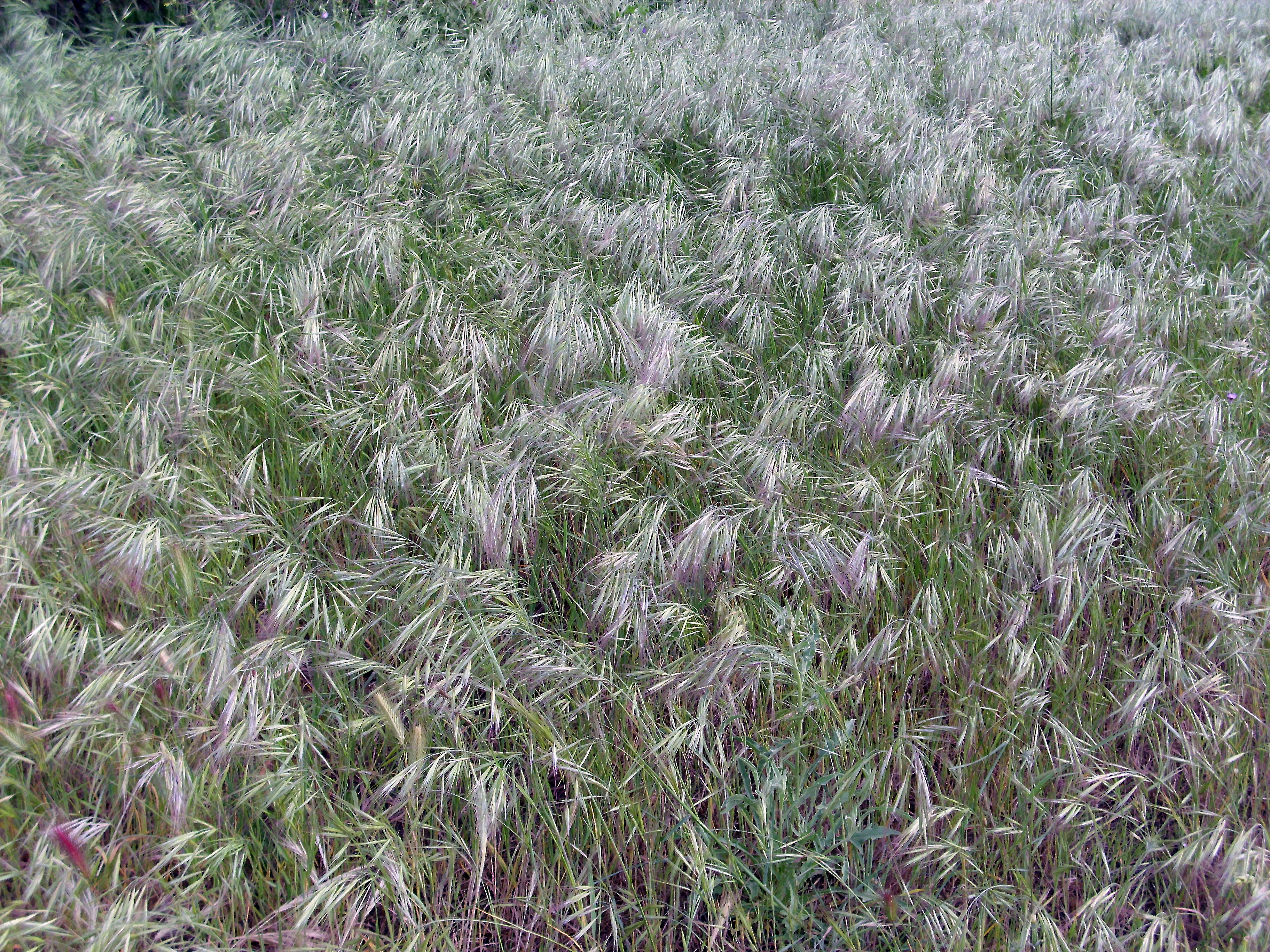
En su hábitat

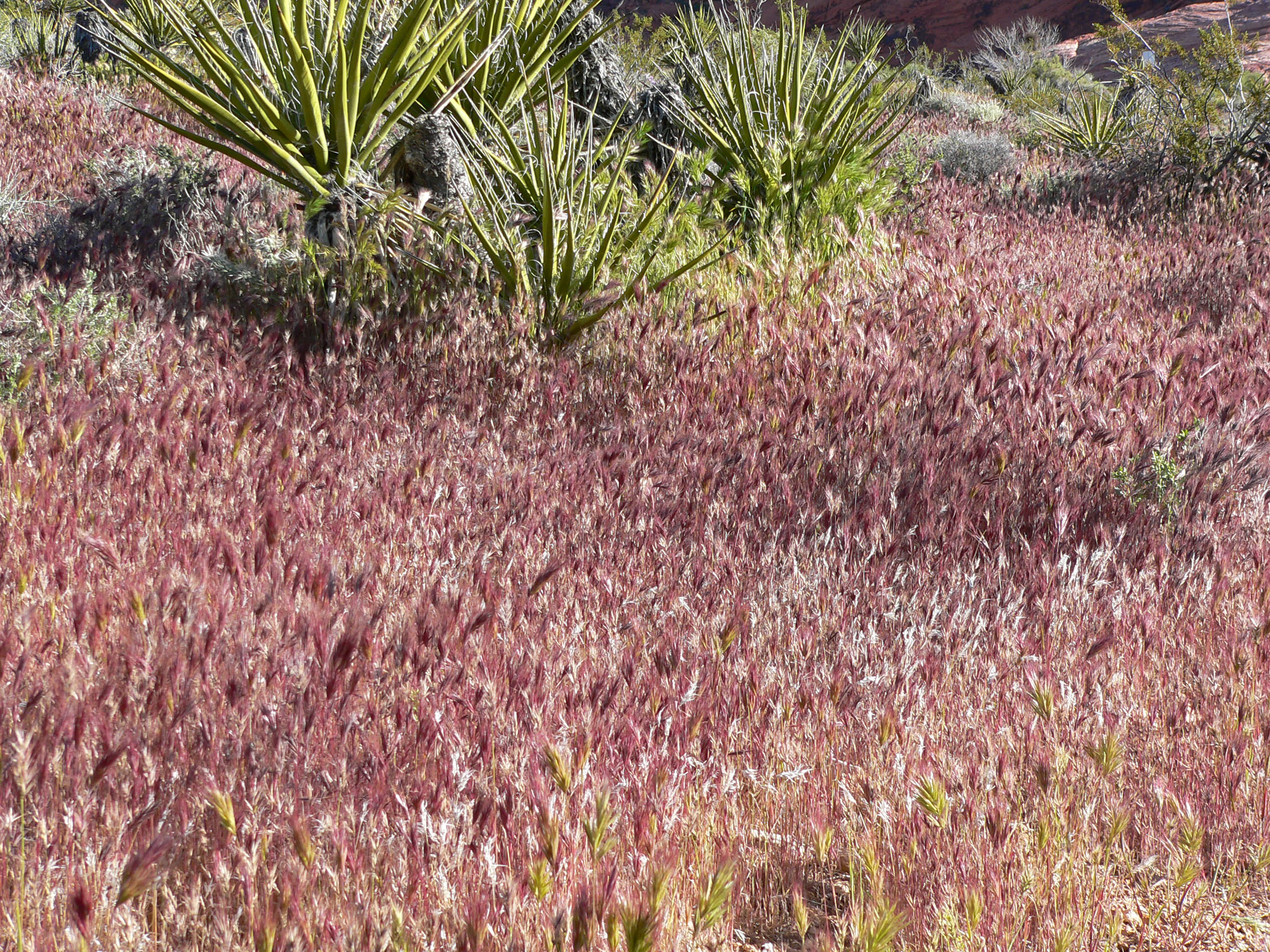
Bromus madritensis en una zona árida

## Descripción
Es una planta anual de 10 a 60 cm de altura, pilosa al menos en las vainas inferiores. El tallo es glabro debajo la panícula. Las hojas presentan lígula y la prefoliación es enrollada. La inflorescencia es una panícula erecta, de 2 a 5 cm de longitud, poco densa, sostiene las espiguillas las cuales varían en color del verde al rojo púrpura, que deja ver las ramas entre las espiguillas. En cada rama hay 1 a 2 espiguillas de 2 a 5 cm. La gluma inferior tiene un solo  nervio, la superior con 3. La lema es largamente aristada y la palea presenta el ápice entero y truncado.
La especie es resistente a las condiciones de sequía y tiene su desarrollo vegetativo entre invierno y primavera, hasta el verano.

## Distribución y hábitat
Esta planta nativa de la región mediterránea europea se encuentra distribuida ampliamente en otras regiones del globo, tales como Norteamérica y Australia,  donde es una especie invasora. En la península ibérica se encuentra en casi todo el territorio.
Su hábitat son los bordes de caminos, terrenos removidos, en  cultivos de secano, o creciendo entre frutales.

## Taxonomía
Bromus madritensis fue descrita por Carlos Linneo y publicado en Centuria I. Plantarum... 5. 1755.
Etimología
Bromus: nombre genérico que deriva del griego bromos = (avena), o de broma = (alimento).
madritensis: epíteto geográfico que alude a su localización en Madrid.
Citología
Su número de cromosomas es de: 2 n = 28
Subespecies
Hay dos subespecies:
- B. m. ssp. madritensis: con panículas menos densas, los tallos y la hojas menos pilosas.

- B. m. ssp. rubens (syn. Bromus rubens, conocida también como "bromo rabo de zorra", "foxtail chess", "red brome":  con panículas densas y tallos ligeramente pilosos.

Sinonimia
- Anisantha flabellata (Hack. ex Boiss.) Holub
- Anisantha madritensis (L.) Nevski
- Bromus flabellatus Hack. ex Boiss.
- Bromus matritensis L.
- Bromus villosus C.C.Gmel.
- Bromus villosus Forssk.
- Festuca madritensis (L.) Desf.
- Festuca matritensis (L.) Desf.
- Genea madritensis (L.) Dumort.
- Zerna madritensis (L.) Gray
- Zerna madritensis (L.) Panz. ex B.D.Jacks.[4][5]

## Nombre común
- Castellano: ballisco, espiguilla de burro, espiguillas, gramínea, gramínea, rabo de aca.[3]